# Християнський коледж

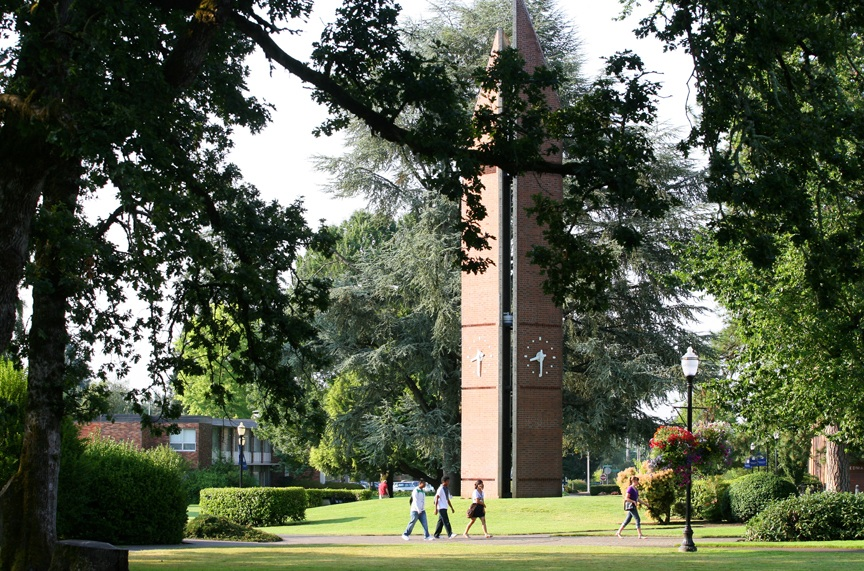
Університет Джорджа Фокса, християнський коледж у Ньюбергу, штат Орегон

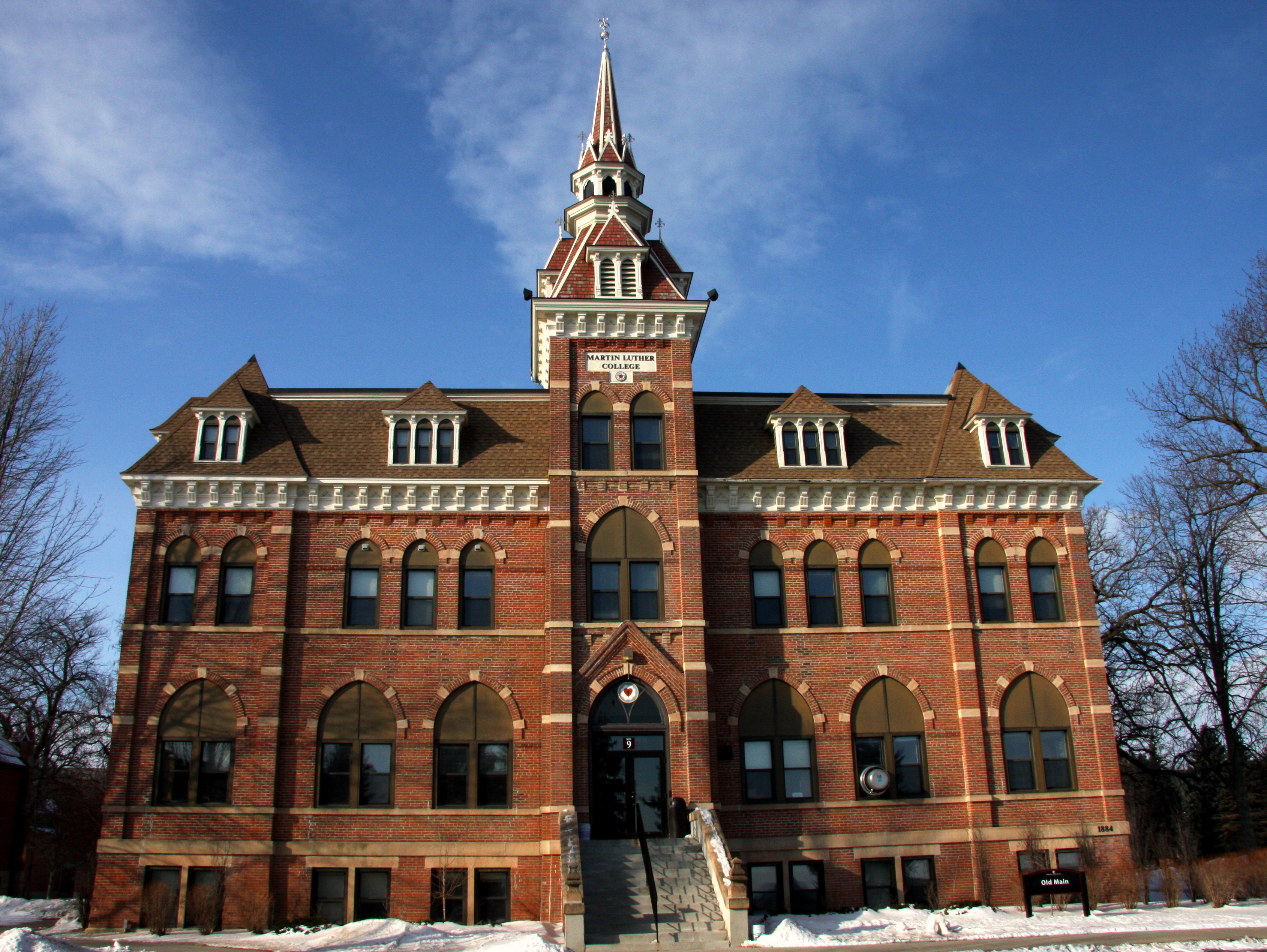
Коледж Мартіна Лютера, християнський коледж у Нью-Ульмі, Міннесота

Християнський коледж — навчальний заклад або частина навчального закладу, що займається інтеграцією християнської віри та навчання в традиційних академічних галузях. Католицькі університети виникли на початку 19 століття як відповідь на секуляризацію вищої освіти, протестантські університети з початку 20 століття.

## Християнські коледжі в Україні
Християнські навчальні заклади зазвичай називають університетами протестантської та католицької конфесій, які фінансуються церквою. Зазвичай це визнані державою університети, як правило, зосереджені на теології, філософії, соціальній роботі, сестринській справі або освіті. Серед багатьох християнських навчальних закладів в Україні відомі наступні:
- Талботська школа богослов'я
- Київська богословська семінарія
- Львівська богословська семінарія
- Вінницький регіональний біблійний коледж
- Київський біблійний коледж «Слово Боже»
- Інститут церковного служіння
- Таврійський християнський інститут
- Донецький християнський університет
- Східноєвропейський інститут теології

## Християнські коледжі в США
Багато християнських коледжів пов'язані з християнською конфесією або керуються нею, тоді як інші є неконфесійними. Християнські коледжі включають низку шкіл від університетів з регіональною чи національною акредитацією, що пропонують гуманітарні та професійні програми, до неакредитованих біблійних коледжів, які готують студентів переважно або виключно до професійного служіння.